# Paolo Lioy

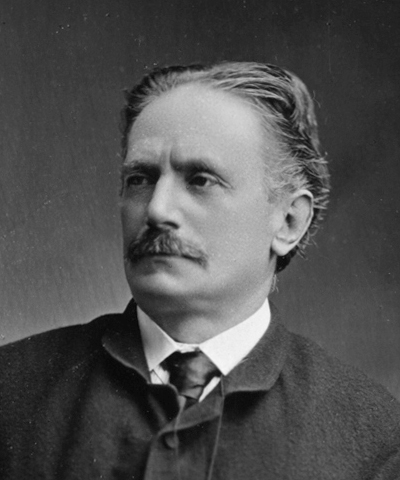
Paolo Lioy

Paolo Lioy, född 31 juli 1836 i Vicenza, död 27 januari 1911 i Grumolo delle Abbadesse, var en italiensk naturforskare och romanförfattare.
Lioy studerade juridik och naturvetenskap vid universitetet i Padua och blev under sin studietid där 1866 utvisad ur den då under Österrike lydande provinsen Venetien. Året därpå, sedan provinsen införlivats med Italien, återvände han och bosatte sig i sin födelsestad. Han var en tid ledamot av parlamentet och spelade där en betydande roll. Han var även senator. 
Lioys skriftställarskap är dels vetenskapligt, dels skönlitterärt; men även hans populärvetenskapliga arbeten, hållna i en poetisk ton, vann mycket stor spridning. Av hans författarskap kan nämnas La vita dell' universo (1859), Escursione sotterra och Escursione nel cielo (bägge 1873), Conferenze scientifiche (1877), Petrarca e Goethe alpinisti (1880), Sui laghi (1884), Piccolo mondo ignoto (1900), Linneo, Darwin, Agassiz nella rita intima (1904), Rimembranzi giovanili (1904), Il libro della notte (1905) och Apparizioni e ricordi (1908). Vidare romanerna och novellerna Novelle (1868), Racconti (1872), Chi la dur a la vince (1872), In montagna (1882) och In allo (1888).